# Liste der Schweizer Botschafter in Argentinien
Schweizer Botschafter in Argentinien.

## Missionschefs
- 1891–1898: Emile Rodé (1854–1898), Ministerresident
- 1899–1910: Joseph Choffat (1866–1939)
- 1910–1915: Alphonse Dunant (1869–1942), Gesandter
- 1915–1917: Paul Dinichert (1878–1954)
- 1917–1922: Arthur de Pury (1876–1947)
- 1922–1932: Karl Egger (1881–1950)
- 1932–1937: Emile Traversini (1883–1943)
- 1937–1944: Conrad Caspar Jenny (1888–1944)
- 1944–1950: Eduard Feer (1894–1983)
- 1950–1957: Mario Fumasoli (1901–1989)
- 1957–1959: Mario Fumasoli (1901–1989), Botschafter
- 1959–1967: Otto Karl Seifert (1902–1971)
- 1968–1970: Antonino Janner (1917–1982)
- 1970–1975: Marcel Grossenbacher (1913–1996)
- 1975–1979: William Frei (1913–1991)
- 1979–1982: Gaspard Bodmer (1931–2000)
- 1982–1987: Jean-Pierre Keusch (1932–)
- 1987–1991: Karl Fritschi (1928–2004)
- 1991–1994: Adolf Lacher (1935–2013)
- 1994–2000: Jean-Marc Boillat (1942–)
- 2000–2004: Armin Ritz
- 2004–2007: Daniel von Muralt (1945–)
- 2008–2011: Carla Del Ponte (1947–)
- 2011–2014: Johannes Matyassy

Ab 1891 selbständige Gesandtschaft, seit 1957 Botschaft.